# Elías de Perigueux
Elías de Perigueux (también, Elías de Perigeux), noveno obispo de la silla Segobricensis et Sanctae Mariae de Albarrazino, pontificó en la segunda mitad del siglo XIV, desde 1357 hasta 1363.

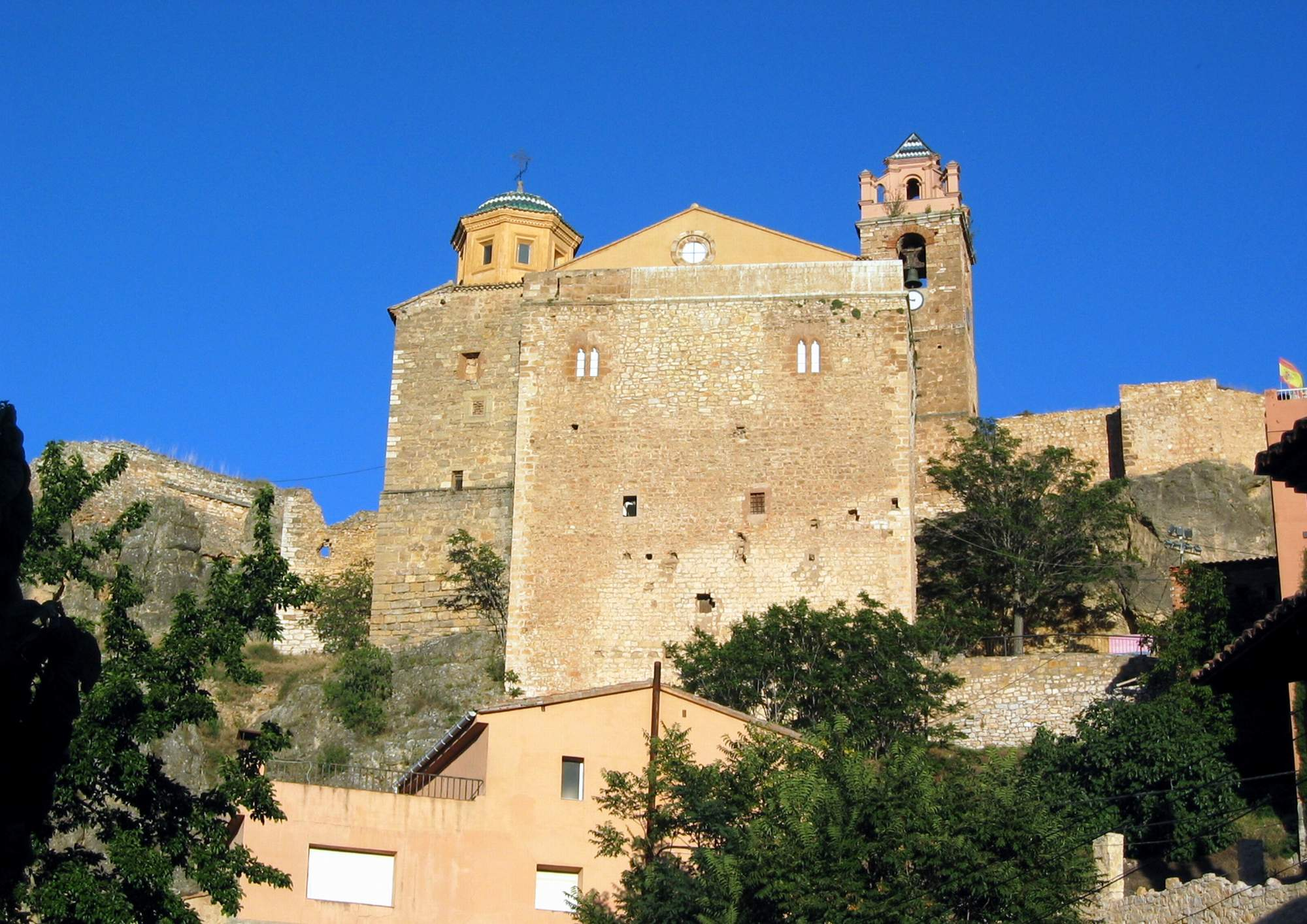
Vista frontal de la Iglesia fortaleza de Nuestra Señora de los Ángeles, donde tuvo lugar el Sínodo de Castielfabib (1358).

En abril de 1357 fue el primer obispo nombrado por un papa, Inocencio VI.

## Elías de Perigeux en la historiografía ochocentista
El historiador y escritor liberal español de la Ilustración española Joaquín Lorenzo Villanueva (1757-1837), en su célebre obra Viage literario a las iglesias de España (1804), dice de Elías de Perigueux-:

«D. Elias, frances de nacion, de/ la diócesi de Perigeux (o Petragorien-/se), residente en Aviñon. Fue elgido por/ el Papa Inocencio VI en el mes de Abril/ de 1357. Este obispo es dintin-/to de otro// Elias, Cardenal frances, y residente en la/ corte de Aviñon, que fue juez en las ins-/tancias del nuestro para completar la obra/ de su antecesor. En los seis años de su pon-/tificado dexó algunas memorias de su zelo/ é ilustración, así en el aumento de canoni-/catos y creación de oficios, […], como en el sínodo que/ celebró en el año 1358 en Castielfabib, donde/ se venera el cuerpo de un S. Guillermo que/ muchos creen ser el de Aquitania, […] Murió este Pre-/lado el año 1363 en la provincia de To-/losa, donde exercia el oficio de Nuncio del/ Papa Inocencio VI».
Viage literario a las iglesias de España , Joaquín Lorenzo Villanueva

Cuando dice de «otro Elias, Cardenal frances», se refiere a Hélie de Talleyrand-Périgord (1301-1364), clérigo contemporáneo de Elías de Perigueux, hijo de Elías VII, conde de Périgueux. Al decir de Castielfabib nombra a san Guillermo, cuyo cuerpo se veneraba en la villa, y «que/ muchos creen ser el de Aquitania». El origen historiográfico del Convento de Castielfabib data de finales del siglo XIV, aunque la devoción a su titular puede venir de principios de esa misma centuria. Espiritualmente se halla ligado a san Guillermo de Aquitania, personaje cuya hagiografía resulta una mezcla de historia, tradición y leyenda de difícil elucidación.-
Más adelante, el historiador eclesiástico sigue diciendo del obispo Elías: 

«En el Segundo año de su ponti-/ficado, esto es, á 28 de Mayo de 1258 ce-/lebró Sínodo en la Iglesia de Castielfabib/ el Obispo D. Elias. Por el primer capítulo/ se ve que ántes de él solo el Obispo D. San-/cho habia celebrado Sínodos; y así queda/ averiguado que el primero de esta diócesis/ fue el que diximos de 1320.// Los capítulos I y II son dignos de referirse á la letra: De cetero, dice, omnes/ clerici in sacris ordinibus constitutis, et alii/ beneficiati nostrae dioc., deferant in Ecclesiis al-/mutias, vel birreta sine capucio: et cum dicent/ missas altas habeant clericum cum superpelli-/ceo: et quolibet mense adminus barbam radant./ Nullus clericus seu beneficiatus portet ultra/ unum palmum cugulae in caputio».
Viage literario a las iglesias de España , Joaquín Lorenzo Villanueva

Cuando dice del «Obispo D. San-/cho» se refiere a Sancho d'Ull (1319- 1356),  predecesor de Elías de Perigueux, como promotor del primer sínodo habido en la diócesis. Los capítulos (I y II) del «Sínodo de Castielfabib» que el historiador considera «dignos de referirse á la letra» dicen del aseo, el vestido y otras cuestiones relativas a la disciplina del clero, entendiendo que quizá andaba algo relajado.
De origen francés, diócesis de Perigeux, tenía su residencia en la curia pontificia de Aviñón –el obispo Aguilar en su obra Noticias de Segorbe y de su obispado (1890) dice del prelado-:

«En cuanto fué nombrado, trabajó con tanto celo por la diócesis, que sacó en el mismo año ejecutorias de sentencias dictadas en su favor, y se vino á Segorbe para ponerlas en planta. Restableció el antiguo arcedianato de Alpuente, cuyos frutos todavía se llevaba Valencia; puso en Alcublas un vicario para comodidad de los vecinos, hasta entonces obligados á acudir á Altura, dotándolo con la renta de nueve cahices de trigo, cuatro tomados de la primicia de Altura y cinco pagados por los alcublanos; y fundó en nuestra catedral el oficio de arcipreste, dotándolo con parte de las primicias recobradas de Altura».
Noticias de Segorbe y de su obispado por un sacerdote de la diócesis , Francisco de Asís Aguilar

## Actividad diocesana
Al año siguiente de su nombramiento (1358) creó vicarios perpetuos en varios lugares de su diócesis: Almedijar y anejos (Soneja, Azuébar y Chóvar); Castellnovo, Chelva; Domeño; El Toro; Vall de Air y anejos (Algimia de Almonacid y Matet): los dotó con congrua «tomada de los frutos de cada lugar».
Fundó cinco «oficios colativos» de beneficio eclesiástico en la catedral, dotándolos con las primicias sacadas de los vicariatos perpetuos que había creado: Enfermero: con las de Val de Air, Algimia de Almonacid y Matet; Escolastre: con las rentas de Castellnovo; Limosnero: con las de Chelva y Domeño; Obrero: con las de El Toro; Sochante: con las de Almedijar, Soneja, Azuébar y Chovar.
Y aumentó en cuatro el número de canonjías, hasta formar dieciséis para las dos catedrales (Albarracín y Segorbe), quedando el clero catedralicio con las siguientes dignidades: 
Deán, Arcediano Mayor, Arcediano de Alpuente, tesorero, chantre, dieciséis canónigos, los cinco oficios nombrados, y los beneficiados de fundación particular.

## Nuevas constituciones y oficios
Hizo también nuevas constituciones, tendentes a igualar las rentas entre los partícipes de ambas catedrales, nombrando previamente ecónomos recaudadores para Albarracín y Segorbe, y definiendo los límites de cada territorio. Probablemente, la división administrativa que de facto poseía la doble diócesis antes de su desmembración data de entonces. Asimismo, entre otras disposiciones, reglamentó las obligaciones de los prebendados de oficio (Enfermero, Escolastre, Limosnero, Obrero y Sochantre). Los nombres dados a estos oficios son típicamente eclesiásticos -y no siempre son lo que parece-: Enfermero (responsable del mantenimiento y reparación de objetos de culto, incluidas las campanas, cuya importancia en la comunicación era entonces decisiva); Escolastre (responsable de la promoción y vigilancia de la enseñanza, sin ejercerla personalmente); Limosnero (responsable de la distribución de las limosnas del cabildo, incluida la inspección de los hospitales de las villas de la diócesis); Obrero (responsable de la administración de la fábrica del templo, también denominado «fabriquero»);  Sochantre (ayudante del Chantre -preceptor, primicero o capiscol-, máximo responsable del coro).

## Sínodo de Castielfabib

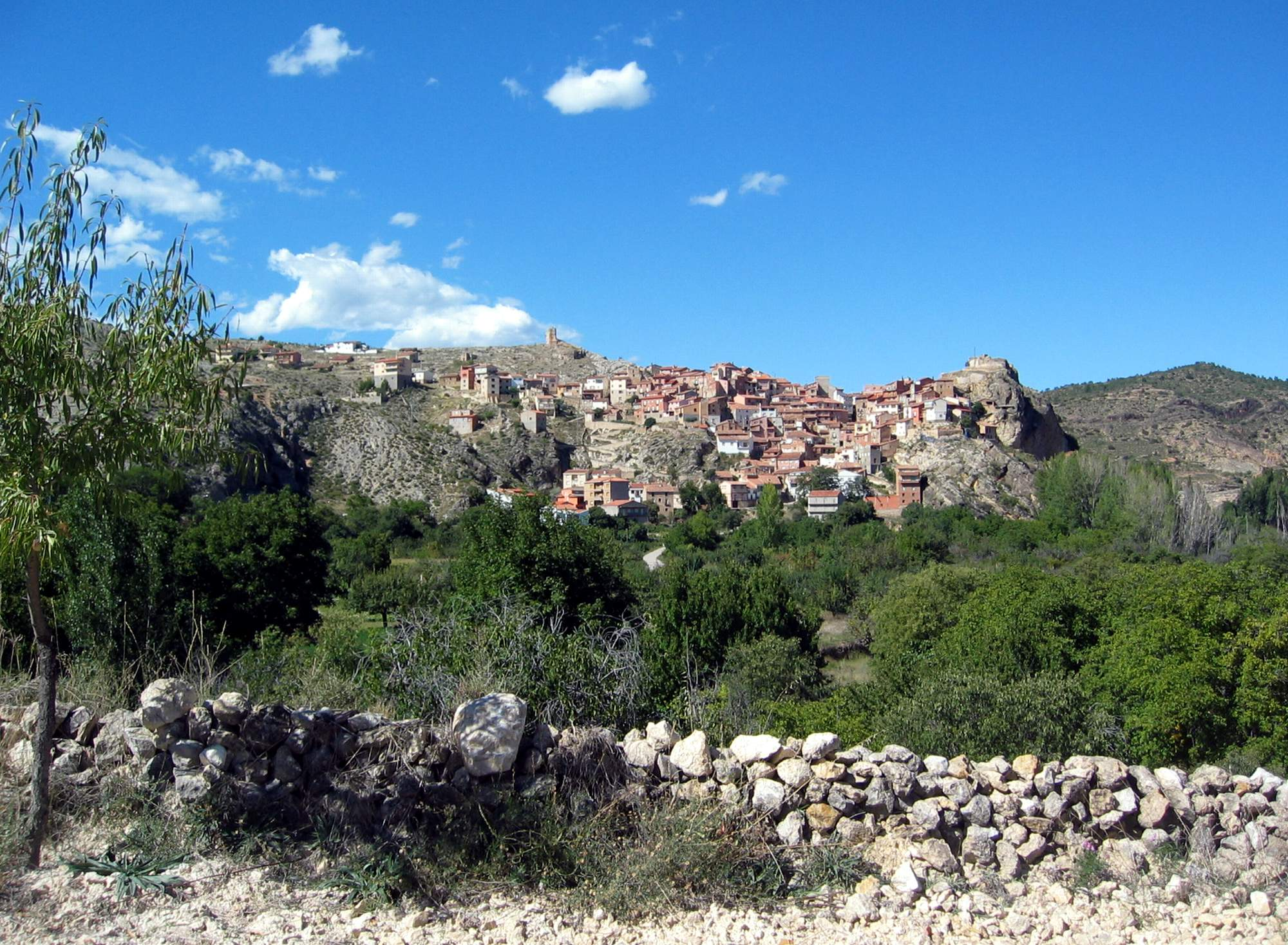
Vista general (meridional) de la villa de Castielfabib, donde tuvo lugar el Sínodo diocesano convocado por Elías de Perigueux (1358).

El obispo Aguilar (1890) destaca también el hecho singular del pontificado de Elías de Perigueux, cual fue la convocatoria de un sínodo diocesano -celebrado en Castielfabib, entre el 23 y el 28 de mayo de 1358-, en el que se dispusieron curiosas normas higiénicas, de vestuario y disciplina eclesiástica:
- Que en la iglesia llevasen birrete y no capuz en la cabeza: deferant in Ecclesiis al-/mutias, vel birreta sine capucio.
- Que la capuza no pase de un palmo: Nullus clericus seu beneficiatus portet ultra unum palmum cugulae in caputio.
- Y que en las misas cantadas les ayudase un clérigo con sobrepelliz: et cum dicent/ missas altas habeant clericum cum superpelli-/ceo.
- Y que los eclesiásticos se rasurasen la barba, al menos una vez al mes: et quolibet mense ad minus barbam radant.

Historiográficamente, el «Sínodo de Castielfabib» tuvo lugar «en el contexto de una pequeña tregua que se dio al comienzo de las disputas entre Aragón y Castilla, lo que conocemos como Guerra de los Dos Pedros (1356-1369): contencioso entre reinos que se desarrolló en varias fases, inscritas en otros conflictos contemporáneos más amplios, y cuyas consecuencias fueron muy graves».
Dos años después, en enero de 1360, acudió a las Corte celebradas en Zaragoza, allí expuso «los agravios recibidos de los castellanos en varios lugares de la diócesis». Con posterioridad, el papa le encomendó cierta comisión en Tolosa, lo que pone en evidencia su capacidad y dotes diplomáticos como nuncio. Falleció en 1363 –Villagrasa (1664) dice que en Tolosa-, antes de regresar a su diócesis.